# Toshihiko Koga
Toshihiko Koga (en japonés: 古賀稔彦, Koga Toshihiko; Miyaki, 21 de noviembre de 1967-Kawasaki, 24 de marzo de 2021) fue un deportista japonés que compitió en judo.
Participó en tres Juegos Olímpicos de Verano entre los años 1988 y 1996, obteniendo dos medallas, oro en Barcelona 1992 y plata en Atlanta 1996. En los Juegos Asiáticos de 1990 consiguió una medalla de bronce.
Ganó cuatro medallas en el Campeonato Mundial de Judo entre los años 1987 y 1995.

## Palmarés internacional
| Juegos Olímpicos   | Juegos Olímpicos         | Juegos Olímpicos  | Juegos Olímpicos |
| Año                | Lugar                    | Medalla           | Categoría        |
| ------------------ | ------------------------ | ----------------- | ---------------- |
| 1992               | Barcelona (España)       | Medalla de oro    | –71 kg           |
| 1996               | Atlanta (Estados Unidos) | Medalla de plata  | –78 kg           |
| Campeonato Mundial |                          |                   |                  |
| Año                | Lugar                    | Medalla           | Categoría        |
| 1987               | Essen (RFA)              | Medalla de bronce | –71 kg           |
| 1989               | Belgrado (Yugoslavia)    | Medalla de oro    | –71 kg           |
| 1991               | Barcelona (España)       | Medalla de oro    | –71 kg           |
| 1995               | Chiba (Japón)            | Medalla de oro    | –78 kg           |
| Juegos Asiáticos   |                          |                   |                  |
| Año                | Lugar                    | Medalla           | Categoría        |
| 1990               | Pekín (China)            | Medalla de bronce | –71 kg           |